# Ciarán Cannon

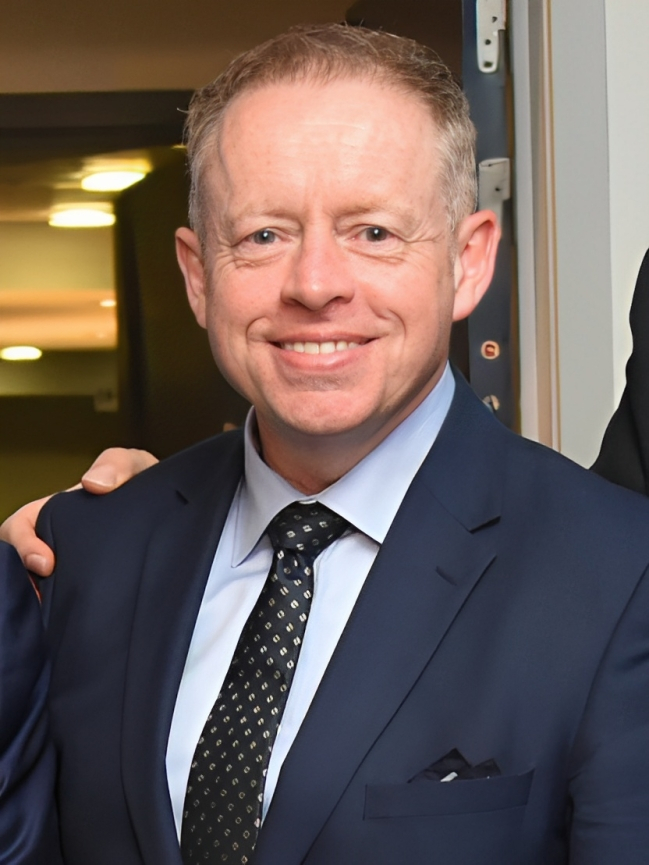
Ciarán Cannon, 2018

Ciarán Cannon (* 19. September 1965 in Galway) ist ein irischer Politiker. Seit 2011 ist er Abgeordneter im Dáil Éireann, dem Unterhaus des irischen Parlaments.

## Leben
Cannon wurde im Juni 2004 in das Galway County Council gewählt. 2007 kandidierte er erfolglos für die Progressive Democrats für einen Sitz im 30. Dáil Éireann. Am 3. August 2007 wurde Cannon von Taoiseach Bertie Ahern zum Senator im 23. Seanad Éireann nominiert und war somit neben Fiona O’Malley bis 2011 einer der beiden Senatoren der Progressive Democrats.
Am 17. April 2008 wurde Cannon mit 51 % der Stimmen zum Vorsitzenden der Progressive Democrats gewählt. Nachdem am 8. November 2008 die Selbstauflösung der Partei, infolge schlechter Wahlergebnisse, beschlossen worden war, trat Cannon am 24. März 2009 von diesem Amt zurück und wechselte zur Fine Gael. Interimsvorsitzender wurde Noel Grealish.
Bei den Wahlen zum 31. Dáil Éireann wurde Cannon im Februar 2011 für seine neue Partei gewählt. Als Konsequenz daraus legte er sein Mandat als Senator nieder. Anfang März wurde stattdessen nun von Taoiseach Brian Cowen der Fianna Fáil Politiker und ehemalige Abgeordnete Darragh O’Brien zum Senator nominiert. Vom 10. März 2011 bis zum 15. Juli 2014 war er zum Staatsminister für Aus- und Fortbildung im Erziehungsministerium in der Regierung Kenny I ernannt. Cannon wurde am 20. Juni 2017 zum Staatsminister für die irische Diaspora und Entwicklungshilfe im Außenministerium in der Regierung Varadkar I ernannt.
Im März 2024 kündigte Cannon an, bei den nächsten Wahlen nicht erneut anzutreten; als Grund nannte er eine Grobheit und eine Toxizität in der heutigen Politik, die vor 20 Jahren kaum spürbar gewesen sei.
Cannon ist verheiratet und betreibt zusammen mit seiner Frau ein Pub in Carrabane im County Galway.

## Nachweise
1. ↑  The Irish Times: “New PD leader Cannon pledges to rebuild party” (Memento vom 20. April 2008 im Internet Archive), 17. April 2008
2. ↑  http://www.rte.ie/news/2009/0324/cannonc.html
3. ↑  Fine Gael's Ciarán Cannon not contesting next general election over 'toxicity in politics', rte.ie, veröffentlicht und abgerufen am 19. März 2024.
4. ↑   Archivlink (Memento vom 19. November 2007 im Internet Archive)

| Personendaten    | Personendaten      |
| ---------------- | ------------------ |
| NAME             | Cannon, Ciarán     |
| KURZBESCHREIBUNG | irischer Politiker |
| GEBURTSDATUM     | 19. September 1965 |
| GEBURTSORT       | Galway             |